# Bershka
Bershka è un marchio d'abbigliamento a basso prezzo del gruppo Inditex.

## Storia
Il marchio venne fondato nell'aprile del 1998 con lo scopo di concentrarsi sul mercato giovanile. Sono presenti a tale marchio 899 negozi in 64 nazioni. Le vendite di Bershka rappresentano il 10% del fatturato del gruppo Inditex. Nel 2011 il marchio ha iniziato le vendite online in alcuni paesi europei. Nel 2019 ha lanciato una collezione della cantante Billie Eilish.

## Controversie
Nel 2013 a Dacca in Bangladesh avviene il Crollo del Rana Plaza di Savar dove aveva sede una delle fabbriche tessili a cui Bershka (controllata dal gruppo Inditex) appalta i suoi lavori e dove sono morti almeno 381 operai. L'associazione Campagna Abiti Puliti ha accusato Inditex di non controllare le condizioni di sicurezza delle aziende cui affida la gestione dei loro prodotti

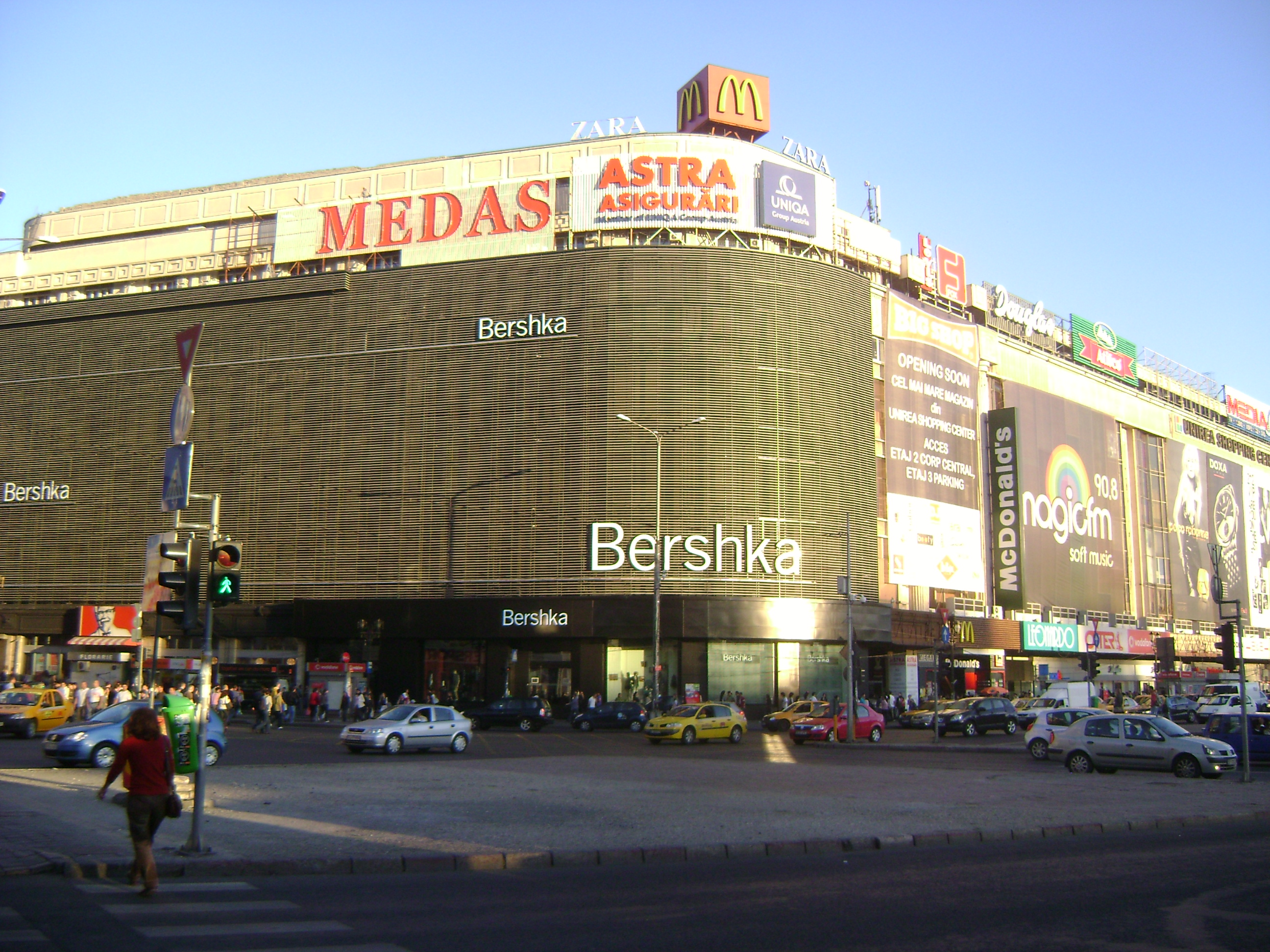
Bershka all'Unirea Shopping Center di Bucarest
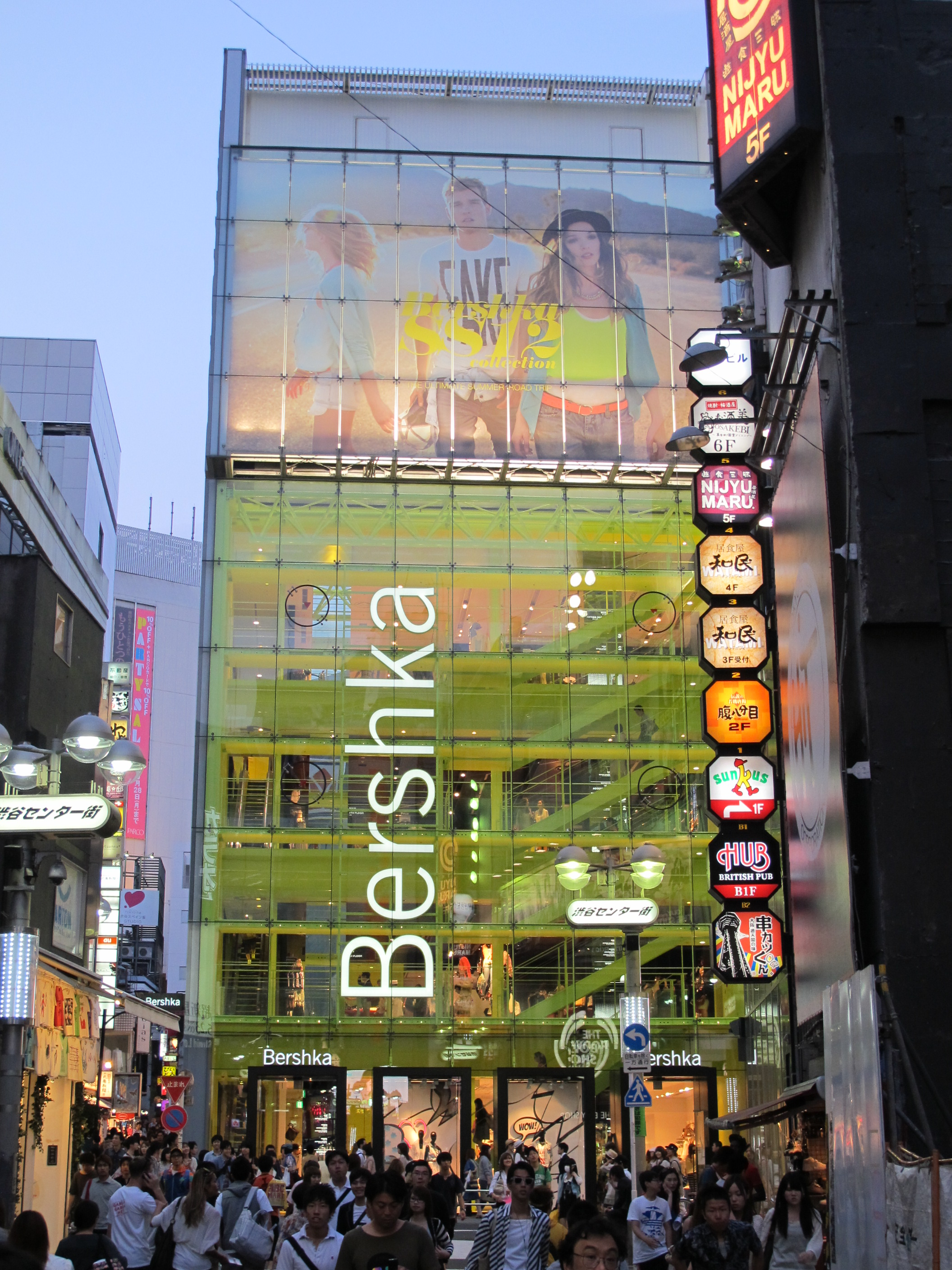
Negozio Bershka a Shibuya, Tokyo